# Droga wojewódzka nr 137

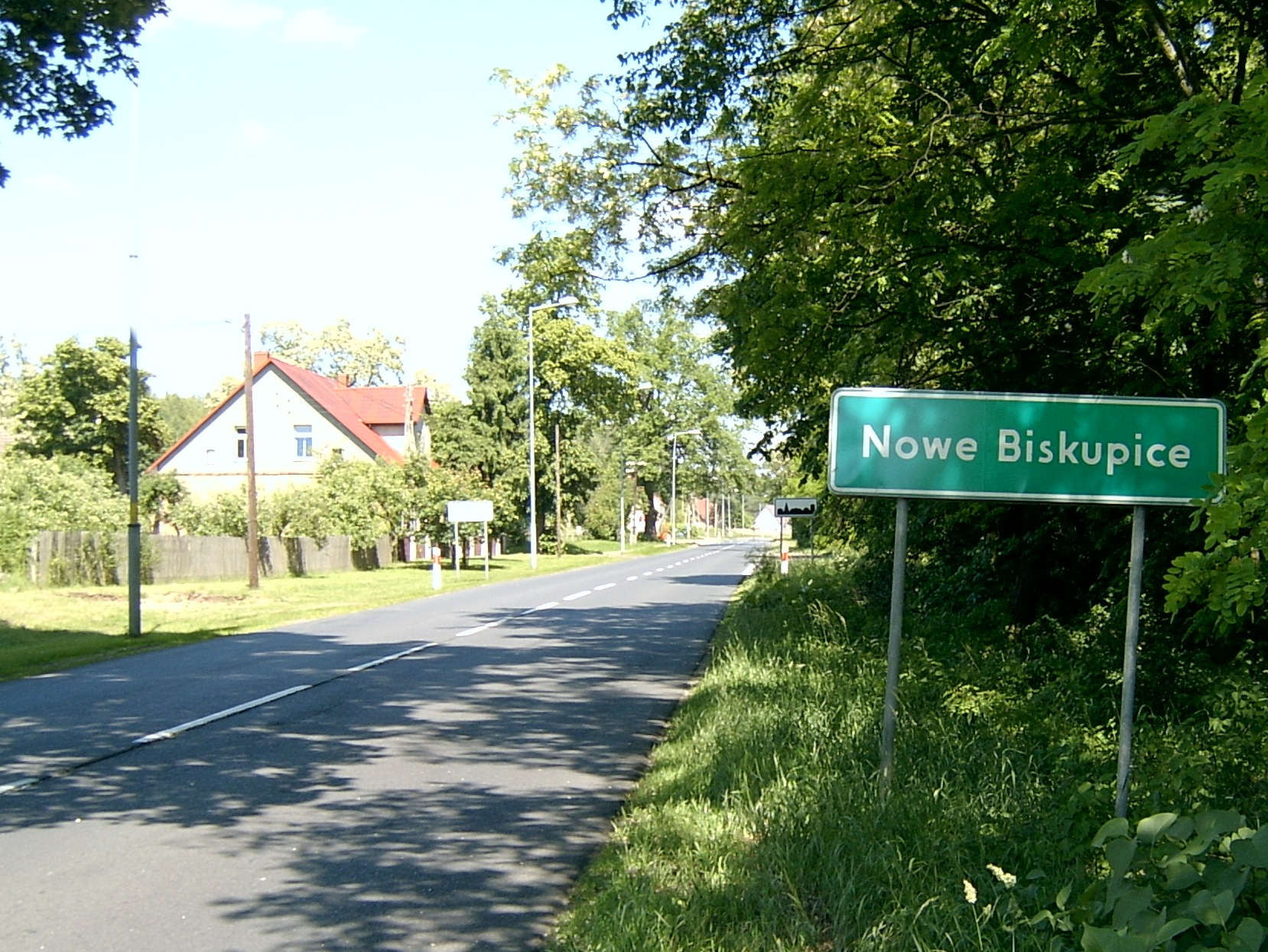
DW 137 w Nowych Biskupicach

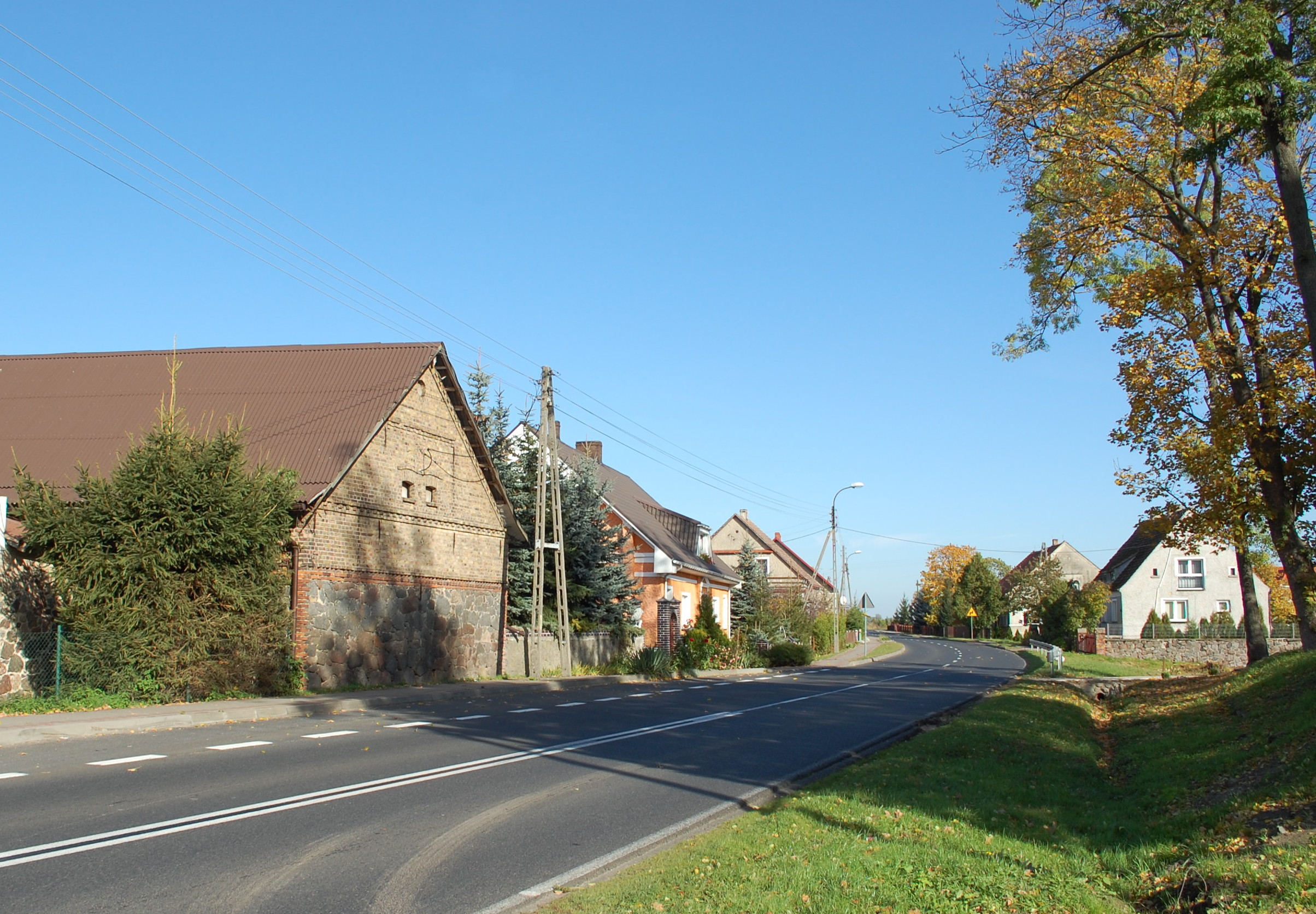
DW 137 w Sułowie

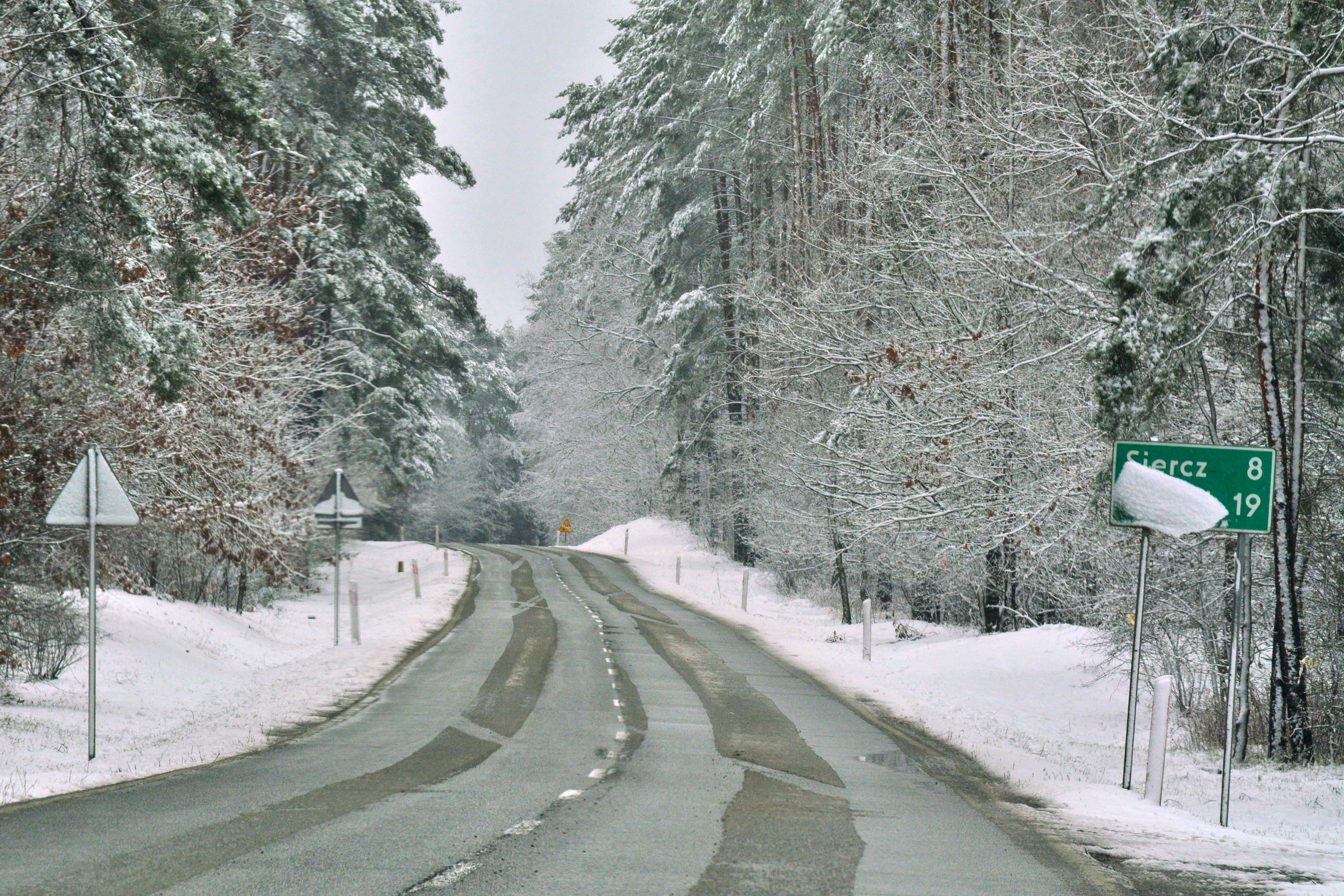
Do Trzciela 19 km

Droga wojewódzka nr 137 (DW 137) – droga wojewódzka w województwie lubuskim o długości 100,1 km, łącząca Słubice (DK 29) przez Ośno Lubuskie, Sulęcin i Międzyrzecz z Trzcielem (DK 92). Została zaliczona do klasy G. Jej zarządcą jest Dyrektor Zarządu Dróg Wojewódzkich w Zielonej Górze.
Z uwagi na fakt, że DW 137 biegnie równolegle do drogi krajowej nr 92, stanowi dla niej trasę alternatywną (DW 137 krzyżuje się z DK 92 w Trzcielu i na tym skrzyżowaniu kończy swój przebieg).
Od 21 grudnia 2016 – dzięki wybudowaniu węzła Międzyrzecz Zachód – DW 137 posiada bezpośrednie połączenie z drogą ekspresową S3 (układ łącznic i rond umożliwia wjazd oraz wyjazd we wszystkich relacjach).
Na odcinku Słubice – Nowe Biskupice pokrywa się z dawnym śladem drogi międzynarodowej E8, istniejącej w latach 1962–1985.

## Parametry techniczne
DW 137 jest drogą o przekroju jednojezdniowym, z dwoma pasami ruchu o szerokościach od 3,25 m do 4,80 m (po jednym w każdym kierunku) i o nawierzchni twardej (z masy bitumicznej). Na całej swej długości została zaliczona do klasy technicznej G (główna).

## Przebudowy i rozbudowy
Od kwietnia 2005 do października 2006 – kosztem 20,11 mln zł – przebudowano 19-kilometrowy odcinek z Bobowicka do Trzciela (wykonawcą robót było Przedsiębiorstwo Robót Drogowych Lubartów SA), zaś pomiędzy październikiem 2006 a październikiem 2007 za 20,18 mln zł przebudowano 28,3-kilometrowy fragment odcinka Słubice – Międzyrzecz (wykonawca: Polski Asfalt Sp. z o.o.). Obydwie inwestycje współfinansowano z Europejskiego Funduszu Rozwoju Regionalnego w ramach Zintegrowanego Programu Operacyjnego Rozwoju Regionalnego. Od czerwca 2018 do marca 2020, kosztem 12,57 mln zł (w tym 10,7 mln zł z dofinansowania środkami Europejskiego Funduszu Rozwoju Regionalnego w ramach RPO-Lubuskie 2020), przebudowano i rozbudowano kolejne cztery fragmenty odcinka Słubice – Międzyrzecz o łącznej długości 5,61 km (wykonawca: Drogbud Przedsiębiorstwo Robót Drogowych Sp. z o.o. oraz Przedsiębiorstwo Budowy Dróg i Mostów Sp. z o.o Mińsk Mazowiecki).
W międzyczasie, pomiędzy majem 2010 a grudniem 2011 - w ciągu DW 137 i DW 134 - wybudowano obwodnicę Ośna Lubuskiego, liczącą 5,745 km długości. Wykonawcą było konsorcjum: Przedsiębiorstwo Drogowe „Kontrakt” Sp. z o.o. (lider) i Energopol–Szczecin SA (partner). Wartość inwestycji wyniosła 28,7 mln zł, z czego 23,9 mln zł stanowiło dofinansowanie ze środków Europejskiego Funduszu Rozwoju Regionalnego w ramach Lubuskiego Regionalnego Programu Operacyjnego.

## Historia numeracji
Na przestrzeni lat trasa posiadała różne oznaczenia i kategorie/klasyfikacje:

| Lista źródeł |
| --- |
| - Mapa samochodowa Polski 1:1 000 , Warszawa: Państwowe Przedsiębiorstwo Wydawnictw Kartograficznych, 1962. Brak numerów stron w książce - Atlas samochodowy Polski 1:500 000. Wyd. IV. Warszawa: Państwowe Przedsiębiorstwo Wydawnictw Kartograficznych, 1965, s. 64. - Mapa samochodowa Polski 1:1 000 , wyd. dziesiąte, Warszawa: Państwowe Przedsiębiorstwo Wydawnictw Kartograficznych, 1971. Brak numerów stron w książce - Mapa samochodowa Polski 1:1 000 , wyd. jedenaste, Warszawa: Państwowe Przedsiębiorstwo Wydawnictw Kartograficznych, 1972. Brak numerów stron w książce |

| Lista źródeł |
| --- |
| - Centralny Urząd Geodezji i Kartografii, Mapa samochodowa Polski, Warszawa: Państwowe Przedsiębiorstwo Wydawnictw Kartograficznych, 1956. Brak numerów stron w książce - Atlas samochodowy Polski, Druk rozpoczęto w kwietniu 1958 r. — ukończono w czerwcu 1958 r., Warszawa: Państwowe Przedsiębiorstwo Wydawnictw Kartograficznych, s. 64-65. - Mapa samochodowa Polski 1:1 000 , Warszawa: Państwowe Przedsiębiorstwo Wydawnictw Kartograficznych, 1962. Brak numerów stron w książce - Atlas samochodowy Polski 1:500 000. Wyd. IV. Warszawa: Państwowe Przedsiębiorstwo Wydawnictw Kartograficznych, 1965, s. 64-65. - Mapa samochodowa Polski 1:1 000 , wyd. dziesiąte, Warszawa: Państwowe Przedsiębiorstwo Wydawnictw Kartograficznych, 1971. Brak numerów stron w książce - Mapa samochodowa Polski 1:1 000 , wyd. jedenaste, Warszawa: Państwowe Przedsiębiorstwo Wydawnictw Kartograficznych, 1972. Brak numerów stron w książce - Mapa samochodowa Polski 1:1 000 , wyd. trzecie, Warszawa: Państwowe Przedsiębiorstwo Wydawnictw Kartograficznych, 1975. Brak numerów stron w książce - Samochodowy atlas Polski 1:500 000. Wyd. V. Warszawa: Państwowe Przedsiębiorstwo Wydawnictw Kartograficznych, 1979, s. 65-66. ISBN 83-7000-017-7. - Samochodowy atlas Polski 1:500 000. Wyd. VI. Warszawa: Państwowe Przedsiębiorstwo Wydawnictw Kartograficznych, 1980, s. 65-66. - Mapa samochodowa Polski 1:1 500 000, Załącznik do informatora samochodowo-motocyklowego – rocznik XXVIII, Warszawa: Państwowe Przedsiębiorstwo Wydawnictw Kartograficznych, 1983. Brak numerów stron w książce - Samochodowy atlas Polski 1:500 000. Wyd. IX. Warszawa: Państwowe Przedsiębiorstwo Wydawnictw Kartograficznych, 1984, s. 65-66. - Samochodowy atlas Polski 1:500 000. Wyd. IX. Warszawa: Państwowe Przedsiębiorstwo Wydawnictw Kartograficznych, 1985, s. 65-66. |

| Lista źródeł |
| --- |
| - Uchwała nr 192 Rady Ministrów z dnia 2 grudnia 1985 r. w sprawie zaliczenia dróg do kategorii dróg krajowych. (M.P. z 1986 r. nr 3, poz. 16) - Polska: atlas samochodowy 1:300 000. Wyd. pierwsze. Warszawa: Polskie Przedsiębiorstwo Wydawnictw Kartograficznych, 1992. ISBN 83-7000-080-0. Brak numerów stron w książce - Polska: mapa samochodowa 1:700 000, wyd. 1, Szczecin: Wydawnictwo Kartograficzne KOMPAS, 1996–1997, ISBN 83-904373-2-5. Brak numerów stron w książce - Polska: mapa samochodowa 1:700 000, wyd. II Zmienione i poprawione, Szczecin: Wydawnictwo Kartograficzne KOMPAS, 1997–1998, ISBN 83-904373-3-3. Brak numerów stron w książce - Rozporządzenie Rady Ministrów z dnia 15 grudnia 1998 r. w sprawie ustalenia wykazu dróg krajowych i wojewódzkich. (Dz.U. z 1998 r. nr 160, poz. 1071) - Polska: mapa samochodowa z podziałem administracyjnym 1:700 000, wyd. V Zmienione, poprawione i uaktualnione, Szczecin: Wydawnictwo Kartograficzne KOMPAS, 1999–2000, ISBN 83-904373-7-6. Brak numerów stron w książce - POLSKA Atlas drogowy 1:200 000. Mapy Ścienne Beata Piętka, 2000. Brak numerów stron w książce - Polska: autoatlas 1:300 000, Autoatlas opracowano dla potrzeb Polskiego Koncernu Naftowego ORLEN Spółka Akcyjna, Warszawa: ABW Sp. z o.o., 2001, ISBN 83-915542-0-1. Brak numerów stron w książce - Polska: mapa samochodowa z podziałem administracyjnym 1:700 000, wyd. IX Zmienione, poprawione i uaktualnione, Szczecin: Wydawnictwo Kartograficzne KOMPAS, 2002–2003, ISBN 83-904373-7-6. Brak numerów stron w książce - Polska: mapa samochodowa z podziałem administracyjnym 1:700 000, wyd. XII Zmienione, poprawione i uaktualnione, Szczecin: Wydawnictwo Kartograficzne KOMPAS, 2004–2005, ISBN 83-904373-7-6. Brak numerów stron w książce - Polska: mapa samochodowa z podziałem administracyjnym 1:700 000, wyd. XIV Zmienione, poprawione i uaktualnione, Szczecin: Wydawnictwo Kartograficzne KOMPAS, 2005–2006, ISBN 83-904373-7-6. Brak numerów stron w książce - Polska 2009: atlas samochodowy 1:500 000. Wybrane fragmenty w skali 1:200 000. Wyd. XV. Carta Blanca Sp. z o.o., Grupa Wydawnicza PWN, 2009, s. 22-24. ISBN 978-83-61444-30-5. - Polska 2016: mapa samochodowa 1:700 000, wyd. XXVII, Dom Wydawniczy PWN, 2016, ISBN 978-83-7705-942-5. Brak numerów stron w książce - Atlas samochodowy Polski 1:200 000 dla profesjonalistów. Wyd. IX. Warszawa: Dom Wydawniczy PWN, 2017. ISBN 978-83-7705-978-4. Brak numerów stron w książce - Polska 2020/2021: mapa samochodowa 1:700 000, Warszawa: Grupa PWN, 2020, ISBN 978-83-65808-36-3. Brak numerów stron w książce |

## Dopuszczalny nacisk na oś
Od 13 marca 2021 roku na drodze dozwolony jest ruch pojazdów o nacisku pojedynczej osi napędowej do 11,5 tony, z wyjątkiem określonych odcinków oznaczonych znakiem zakazu B-19.

### Do 13 marca 2021 r.
Wcześniej droga wojewódzka nr 137 była objęta ograniczeniami dopuszczalnego nacisku pojedynczej osi:
| Znak            | Dopuszczalny nacisk | Lata obowiązywania                 | Odcinek    |
| --------------- | ------------------- | ---------------------------------- | ---------- |
| 137             | do 10 ton           | lata 90. (?) – II połowa lat 2000. | cała droga |
| Tabliczka DW137 | do 8 ton            | II połowa lat 2000. – 2021         | cała droga |

## Miejscowości zlokalizowane przy DW 137
- Słubice (ulica Kunowicka)
- Kunowice (ulica Słubicka)
- Nowe Biskupice
- Sułów
- Kowalów (ulice: Słubicka, Radowska, Ośniańska)
- Serbów
- Ośno Lubuskie (obwodnica miasta)
- Drogomin
- Długoszyn
- Sulęcin (ulice: 3 Maja, Wiejska, Emilii Plater, Poznańska)
- Wędrzyn
- Trzemeszno Lubuskie (ulica Poznańska)
- Grochowo (ulica Główna)
- Pieski
- Międzyrzecz (ulice: Zachodnia, Młyńska, Rynek, 30 Stycznia, Poznańska)
- Bobowicko (ulice: Międzyrzecka, Trzcielska)
- Karolewo
- Siercz
- Sierczynek
- Jasieniec
- Świdwowiec
- Trzciel (ulica Kościuszki)